# Barra Mansa
Barra Mansa is een gemeente en stad in de Braziliaanse deelstaat Rio de Janeiro. De gemeente ligt in de Vale do Paraíba tussen Resende en Volta Redonda in op 127 km van de stad Rio de Janeiro. Barra Mansa werd op 3 oktober 1832 gesticht en werd een zelfstandige gemeente in 1954 na zich te hebben afgescheiden van Volta Redonda. De economie van Barra Mansa is voornamelijk gebaseerd op de handel (consumenten), de industrie (onder andere chemische industrie) en de landbouw.

## Aangrenzende gemeenten
De gemeente grenst aan Barra do Piraí, Piraí, Porto Real, Quatis, Resende, Rio Claro, Valença, Volta Redonda en Bananal (SP).

## Verkeer en vervoer
De plaats ligt aan de wegen BR-116, BR-393, BR-494, RJ155 en RJ-157.

## Geboren in Barra Mansa
- Aladim Luciano (1946), voetballer
- Dalbert Henrique (1993), voetballer